# William Neville (Politiker, 1843)
William Harriman Neville (* 29. Dezember 1843 in Nashville, Illinois; † 5. April 1909 in Douglas, Arizona) war ein US-amerikanischer Politiker. Zwischen 1899 und 1903 vertrat er den sechsten Wahlbezirk des Bundesstaates Nebraska im US-Repräsentantenhaus.

## Werdegang
Im Jahr 1851 zog William Neville mit seinen Eltern nach  Chester im Randolph County in Illinois. Dort besuchte er die öffentlichen Schulen und das McKendree College in Lebanon. Während des Bürgerkriegs war er Feldwebel in der Armee der Union.
Nach dem Krieg studierte Neville Jura und arbeitete nach seinem Examen als Rechtsanwalt in Chester. Im Jahr 1872 wurde er in das Repräsentantenhaus von Illinois gewählt. Im Mai 1874 zog er nach  Nebraska, wo er sich ab 1877 in North Platte als Rechtsanwalt betätigte. Er war Mitglied der Populist Party und kandidierte im Jahr 1884 erfolglos für das US-Repräsentantenhaus. Zwischen 1891 und 1895 war Neville Richter im 13. juristischen Bezirk von Nebraska.
Nach dem Tod des Kongressabgeordneten William Laury Greene wurde Neville im Jahr 1899 bei der fälligen Nachwahl in das Repräsentantenhaus in Washington, D.C. gewählt. Nachdem er bei den regulären Wahlen des Jahres 1900 in seinem Amt bestätigt wurde, konnte er bis zum 3. März 1903 im Kongress verbleiben. Im Jahr 1902 bewarb er sich nicht mehr um dieses Mandat.
Nach dem Ende seiner Zeit im Kongress zog Neville nach Douglas in Arizona, wo er ebenfalls als Rechtsanwalt arbeitete. Im Jahr 1905 wurde er in das Repräsentantenhaus von Arizona gewählt. William Neville starb 1909 in Douglas und wurde in North Platte beigesetzt. Er war ein Cousin von Bird Segle McGuire, der zwischen 1903 und 1914 den Staat Oklahoma im US-Repräsentantenhaus vertrat.